# Société de secours des amis des sciences
La Société de secours des amis des sciences a été fondée à Paris le 5 mars 1857 par Louis Jacques Thénard et dissoute le 30 juillet 2008. Celui-ci, ainsi que plusieurs de ses collègues de l'Académie des Sciences, avaient été impressionnés par le dénuement qui frappait cruellement les familles de savants morts prématurément et dont les découvertes, pourtant, avaient enrichi de nombreux industriels. 
L'objet statutaire de la Société est de venir au secours des savants ou de leurs familles, qui se trouvent dans le besoin. Elle est reconnue établissement d'utilité publique le 14 avril 1858.
Entre autres activités, la Société versait des pensions aux savants ou enfants de savants démunis et gérait les admissions des pensionnaires de la maison de retraite Galignani, établissement qui était destiné à accueillir d'anciens journalistes, imprimeurs, savants ou artistes français, dont la moitié à titre gracieux.
En 1957, pour fêter le centenaire de la Société, l'Administration des Postes Françaises met en vente un timbre à l'effigie de Louis Jacques Thénard.

## Membres de la société

### Présidents
Louis Jacques Thénard (1857 - 1857)
Louis Pasteur (1857 - 1895)
Gaston Darboux (1895 - 1917)
Émile Picard ( ? - après 1927)
Louis de Broglie (1957)

### Autres personnalités
- Edmond Becquerel (vice-président en 1885[5])
- Adolphe d'Eichthal (vice-président en 1885[5])
- Étienne-Émile Baulieu (vice-président[6])
- Jean-Albert Gauthier-Villars (censeur en 1885[5] et secrétaire en 1896)
- Idelphonse Favé (membre du conseil d'administration en 1885[5])
- Raphaël Bischoffsheim (conseiller en 1885[5])
- Jean-Baptiste Boussingault (conseiller en 1885[5])
- Henri Debray (conseiller en 1885[5])
- Marcel Deprez (conseiller en 1885[5])
- Jean Dollfus (conseiller en 1885[5])
- Charles Friedel (conseiller en 1885[5])
- François Prosper Jacqmin (conseiller en 1885[5])
- Jules Jamin (conseiller en 1885[5])
- Paul Mirabaud (conseiller en 1885[5])
- Ernest Mouchez (conseiller en 1885[5])
- François Poirrier (conseiller en 1885[5])
- Armand de Quatrefages (conseiller en 1885[5])
- Auguste Scheurer-Kestner (conseiller en 1885[5])
- Hippolyte Sebert (conseiller en 1885[5])
- Alexandre Surell (conseiller en 1885[5])
- Alfred Vulpian (conseiller en 1885[5])
- Jean-Baptiste Dumas[4]